# Adolphus Claar
Adolphus Claar ou Les Aventures d'Adolphus Claar est un one shot de science-fiction humoristique français créé par Yves Chaland, publié en 1982 dans Métal hurlant et édité en 1983 par Magic Strip. Cet ouvrage comprend quatre mini-récits.

## Descriptions

### Synopsis
Marché sur MarsAdolphus Claar est victime d’un vol sur la Lune où il rencontre une belle détective privée.
Les Robots se rebiffentDans l'usine d'Aldophus Claar, les machines ne fonctionnent plus.
Fouchtrax et DevilleLe robot agricole Fouchtrax part en ville pour rendre visite à son cousin Deville sous les yeux d'Aldophus Claar.
Vacances sur ProximaAdolphus Claar part à une croisière interplanétaire avant que le drame ne tourne au cauchemar.

### Personnages
- Adolphus Claar, le directeur d'une usine de retraitements de déchets

### Clins d’œil
Le mini-récit Fouchtrax et Deville, dont le script est de Marc Voline mettant Adolphus Claar en second rôle, est inspiré de la neuvième fable Le Rat de ville et le Rat des champs de Jean de La Fontaine (1668).

## Analyse
Au début des années 1980, Yves Chaland crée un personnage baptisé Adolphus Claar pour le magazine Métal hurlant, dont Fouchtrax et Deville avec le texte de Marc Voline dans le no 79bis du 1er septembre 1982. Il publie également sous le titre Les Aventures d'Adolphus Claar dans Astrapi Astrapan : Les Robots se rebiffent au no 90-91 du 15 juillet 1982 et 1er août 1982, et Vacances sur Proxima, no 116 du 15 août 1983 en supplément détachable pour en faire un livret.

## Publications

### Périodiques
Métal hurlant
- Fouchtrax et Deville, no 79bis du 1er septembre 1982[1]

Astrapi
- Les Robots se rebiffent, no 90-91 du 15 juillet 1982 et 1er août 1982[2],[3]
- Vacances sur Proxima, no 116 du 15 août 1983[4]

### Albums
- Adolphus Claar, Magic Strip,  (ISBN 2-8035-0083-3), janvier 1983
Scénario et dessin : Yves Chaland - Couleurs : Isabelle Beaumenay-Joannet

RééditionLes Humanoïdes associés réunissent les quatre mini-récits, ainsi que l’histoire courte Atomax et les illustrations de Kidnapping en Télétrans.
- Adolphus Claar, Les Humanoïdes associés,  (ISBN 978-2-7316-3005-3), septembre 2014
Scénario et dessin : Yves Chaland - Couleurs : Isabelle Beaumenay-Joannet